# Mario Rodríguez (hiszpański piłkarz)
Mario Rodríguez Ruiz (ur. 3 marca 1997 w Barcelonie) – hiszpański piłkarz występujący na pozycji skrzydłowego w polskim klubie Warta Poznań.